# Lil Freak
Lil Freak è un brano musicale del cantante statunitense Usher, estratto come singolo dall'album Raymond v. Raymond.

## Descrizione
La canzone, che figura il featuring della rapper trinidadiana Nicki Minaj, è stata pubblicata come secondo singolo per il mercato statunitense su iTunes il 2 marzo 2010. Il brano è costruito intorno ad un campionamento di Living for the City, canzone del 1973 di Stevie Wonder. Il testo è insolitamente molto più sessualmente esplicito (si fa riferimento ad un ménage à trois) delle normali canzoni di Usher. Lo stesso cantante, intervistato da MTV ha confermato che Lil Freak è stata scritta per divertimento.

## Video musicale
Usher e Minaj hanno girato il video di Lil Freak a Los Angeles il 9 marzo 2010, diretti dal regista Taj Stansberry. Una breve anteprima di trenta secondi del video è stata presentata su YouTube il 22 marzo 2010, mentre la versione definitiva è stata trasmessa a partire dal 24 marzo. Nel video fanno una breve apparizione la cantante Ciara e l'attore Jamie Foxx.

## Classifiche
| Classifica (2010)                    | Posizione più alta |
| ------------------------------------ | ------------------ |
| U.S. Billboard Hot 100               | 40                 |
| U.S. Billboard Hot R&B/Hip-Hop Songs | 9                  |